# Faravahar
Faravahar,  tudi Farohar, Forouhar, Firavarti in Fravahar   (staroperzijsko *Pravarti, perzijsko فروهر), eden od najbolj znanih simbolov zoroastrstva, državne religije Starega Irana. Ta versko-kulturni simbol je Pahlavijska dinastija privzela za simbol iranskega naroda.
Krilati disk ima dolgo zgodovino v umetnosti in kulturi Bližnjega in Srednjega vzhoda. Na razvoj simbola je vplival hieroglif "krilato sonce", ki se je v bronasti dobi pojavljal na kraljevih pečatih. V novoasirskem obdobju  so začeli na disk dodajati doprsne človeške podobe. V asirski mitologiji je v pernato obleko oblečen lokostrelec  simboliziral vhovnega boga Ašurja.
Za Faravahar se domneva, da je predstavljal  Fravašija, nekakšnega angela varuha, po katerem je dobil ime, kaj je v resnici predstavljal v času, ko so ga Perzijci privzeli s starih mezopotamskih in egipčanskih reliefov, pa ni povsem jasno. Glede na to, da se je prvič pojavil na kraljevskih napisih, na primer na Behistunskem napisu je verjetno predstavljal  "božansko kraljevo slavo" (haverenah), kraljevega Fravašija (angela varuha) ali božanski mandat, ki je bil temelj kraljeve oblasti.